# 基礎課程文憑
基礎課程文憑（Diploma of Foundation Studies），是香港的一種教育課程，由職業訓練局所屬的香港專業教育學院和青年學院開辦，為中六完成香港中學文憑的學生而設。持基礎課程文憑學歷，並完成有關升學指定單元的畢業生，可報讀高級文憑課程。 
基礎課程文憑屬於香港資歷架構第三級，畢業生等同毅進文憑畢業生。基礎課程文憑2021/22學年全日制資助課程學費為$20,500，一般修讀期為1年，其學歷獲香港政府認可，等同香港中學文憑考試五科第二級（包括中、英文）的學歷。